# Platja de la Paella
La platja de la Paella és una platja urbana del municipi de Torredembarra (Tarragonès) situada a la zona dels Munts. Limita a llevant amb la platja de Baix a Mar, a l'alçada de la plaça Narcís Monturiol, i a ponent amb l'espigó del Port de Torredembarra. A ponent del port hi ha el Roquer, una zona de penya-segats d'uns 2.000 metres de longitud i un alçada màxima de 25 metres que va des de la platja de la Paella fins a la platja del Canyadell. Orientada al sud-est, té una longitud de 790 metres i una amplada mitjana de 108 metres, formada per sorra fina i daurada, amb un pendent d'entrada a l'aigua suau. Disposa de senyalització d'accessos, socorrisme i salvament, facilitats per a persones amb mobilitat reduïda, dutxes, sanitaris portàtils, lloguer de para-sols i gandules, guingueta de refrescos i gelats, zona esportiva i lloguer d’equipaments nàutics. La seva proximitat amb el Port Esportiu permet que s'hi puguin practicar diferents activitats nàutiques com el submarinisme, l'snorkel, el paddle surf, l'esquí aquàtic, el caiac, les motos aquàtiques, sortides en vaixell, classes de surf, entre d'altres.
El 2012 el grup ecologista GEPEC-EdC va crear un camp de dunes, com ja hi havia hagut antigament, aportant sorra en una parcel·la de 1.800 m². S'hi van instal·lar diferents espècies de plantes de l'espai natural dels Muntanyans i d'un viver especialitzat de planta autòctona del delta de l'Ebre. El 2015 es va crear un segon camp de dunes, aquest cop deixant a la sorra les plantes marines que porten les tempestes, com el gram (Cymodocea nodosa), que faciliten l'acumulació de sorra i la fixació d'altres plantes.
La platja està guardonada amb la Bandera Blava, que reconeix internacionalment la qualitat de l'aigua i serveis. L'Agència Catalana de l'Aigua efectua un control setmanal de la qualitat de l'aigua, durant la temporada de bany, amb el resultat d'excel·lent.